# Cloonakillina Lough SAC
Cloonakillina Lough SAC este o arie protejată (arie specială de conservare — SAC, sit de importanță comunitară — SCI) din Irlanda întinsă pe o suprafață de 66,93 ha, integral pe uscat.

## Localizare
Centrul sitului Cloonakillina Lough SAC este situat la coordonatele 54°00′13″N 8°37′31″W / 54.003568°N 8.625162°V.

## Înființare
Situl Cloonakillina Lough SAC a fost declarat sit de importanță comunitară în mai 1998 pentru a proteja 8 specii de animale. Situl a fost protejat și ca arie specială de conservare în aprilie 2017.

## Biodiversitate
Situată în ecoregiunea atlantică, aria protejată conține 3 habitate naturale: Lacuri eutrofice naturale cu vegetație de tip Magnopotamion sau Hydrocharition, Mlaștini turboase de tranziție și turbării mișcătoare, Păduri aluvionare cu Alnus glutinosa și Fraxinus excelsior (Alno-Padion, Alnion incanae, Salicion albae).
La baza desemnării sitului se află mai multe specii protejate de  păsări (8): fluierar de munte (Actitis hypoleucos), rață pitică (Anas crecca), rață fluierătoare (Anas penelope), rață mare (Anas platyrhynchos), fugaci de țărm (Calidris alpina), becațină comună (Gallinago gallinago), fluierarul cu picioare roșii (Tringa totanus), nagâț (Vanellus vanellus).
Pe lângă speciile protejate, pe teritoriul sitului au mai fost identificate 1 specie de păsări.